# Passo del Carnaio
Il passo del Carnaio è un valico appenninico che collega le valli del Bidente e del Savio e i comuni di Bagno di Romagna e Santa Sofia nella regione Emilia-Romagna, provincia di Forlì-Cesena.